# Saturnine Martial and Lunatic
Pour les articles homonymes, voir Lunatic (homonymie).
Albums de Tears for Fears
Raoul and the Kings of Spain
(1995) Shout: The Very Best of Tears for Fears
(2001)
Saturnine Martial and Lunatic (stylisé Saturnine Martial & Lunatic) est la seconde compilation de Tears for Fears, sortie en août 1996.
Elle contient deux reprises, la première en est une de Robert Wyatt anciennement de Soft Machine, Sea Song et l'autre de David Bowie, Ashes to Ashes.
Il s'agit d'un album regroupant plusieurs faces B et titres rares édités par le groupe de 1983 à 1993, alors qu'il était en contrat avec les maisons de disques Mercury et Phonogram. C'est la raison pour laquelle, bien que sortie en 1996, cette compilation ne possède aucun morceau lié à l'album précédent Raoul and the Kings of Spain (1995) car celui-ci a été édité par Epic Records.

## Composition
Le premier titre de Saturnine Martial and Lunatic, intitulé Johnny Panic and the Bible of Dreams, figurait d'abord sur la face B d'Advice for the Young at Heart, extrait de l'album The Seeds of Love. En 1991, sous le pseudonyme de Johnny Panic and the Bible of Dreams, Roland Orzabal et David Bascombe publient une nouvelle version de la chanson en single. Le 2 février de cette année, Johnny Panic and the Bible of Dreams atteint la 70e place du hit-parade britannique. Le nom de la chanson vient d'une nouvelle de Sylvia Plath, bien que Johnny Panic and the Bible of Dreams n'ait aucun véritable thème commun avec la nouvelle.
Schrodinger's Cat est un titre au style psychédélique qui se caractérise par un motif « aliénant ». Les paroles évoquent les « caprices de la physique quantique » et la musique rappelle les dernières années d'Oingo Boingo, ou même les Beatles comme pour Sowing the Seeds of Love. My Life in the Suicide Ranks est une autre chanson de l'album au style psychédélique. When in Love with a Blind Man est une première version du titre Working Hour qui a d'abord figurée sur la face B de Head over Heels. Pharaohs, apparu sur la face B d'Everybody Wants to Rule the World, est un titre « olympien » dont la musique a été comparée à de « vastes horizons atmosphériques ». Une chanson « anti-science », Deja Vu & the Sins of Science échantillonne des bruits de portières de voiture qui claquent, ainsi qu'un moine japonais.

## Accueil critique
Stephen Thomas Erlewine du site AllMusic décrit Saturnine Martial and Lunatic comme une compilation « bizarre et incomplète ». Mike Burke du Massachusetts Daily Collegian attribue un D- à l'album, en déclarant que « les puissants ont certainement chuté ». Pour le Boston Herald, qui lui attribue une étoile sur quatre, Saturnine Martial and Lunatic est une « collection ridiculement longue de pistes de dance instrumentales sans âme, de morceaux façon « je souffre » démodés, d'imitations voulues des Beatles et d'une reprise de Bowie sans intérêt ».

## Liste des titres
| No  | Titre                                | Auteur                                         | Durée |
| --- | ------------------------------------ | ---------------------------------------------- | ----- |
| 1.  | Johnny Panic and the Bible of Dreams | Roland Orzabal                                 | 6:21  |
| 2.  | The Big Chair                        | Orzabal, Curt Smith, Ian Stanley, Chris Hughes | 3:20  |
| 3.  | Schrodinger's Cat                    | Orzabal, Alan Griffiths                        | 5:03  |
| 4.  | My Life in the Suicide Ranks         | Orzabal, Hughes, Stanley                       | 4:32  |
| 5.  | When in Love with a Blind Man        | Orzabal, Stanley                               | 2:24  |
| 6.  | Pharaohs                             | Orzabal, Smith, Stanley, Hughes                | 3:41  |
| 7.  | Deja Vu & the Sins of Science        | Orzabal, Griffiths                             | 6:24  |
| 8.  | The Marauders                        | Orzabal, Stanley                               | 4:08  |
| 9.  | Tears Roll Down                      | Orzabal, David Bascombe                        | 3:16  |
| 10. | New Star                             | Orzabal, Griffiths                             | 4:26  |
| 11. | The Body Wah                         | Orzabal, Griffiths                             | 5:19  |
| 12. | Lord of Karma                        | Orzabal, Griffiths                             | 4:41  |
| 13. | Bloodletting Go                      | Orzabal, Griffiths                             | 4:11  |
| 14. | Always in the Past                   | Orzabal, Stanley                               | 4:38  |
| 15. | Sea Song                             | Robert Wyatt                                   | 3:51  |
| 16. | Ashes to Ashes                       | David Bowie                                    | 4:31  |
| 17. | Empire Building                      | Smith, Orzabal, Stanley                        | 2:49  |
| 18. | The Way You Are                      | Orzabal, Stanley, Smith, Manny Elias           | 4:57  |